# زولت ناغي (سياسي)
زولت ناغي هو سياسي روماني، ولد في 21 يونيو 1971 في تارغو موريش في رومانيا. نشط حزبياً في Democratic Alliance of Hungarians in Romania ‏. وقد انتخب Minister of Communications and Information Society ‏ (29 ديسمبر 2004 – 30 يوليو 2007).